# Philippines aux Jeux olympiques d'hiver de 1988
Les Philippines ont participé aux Jeux olympiques d'hiver de 1988 à Calgary, au Canada, mais n'ont remporté aucune médaille pour cette seconde participation aux Jeux olympiques.
Il s'agit de la seconde participation du pays aux Jeux olympiques d'hiver, après l'édition munichoise de 1972, 16 ans auparavant.
L'unique athlète de la délégation, Raymund Ocampo, termine 35e de l'épreuve de luge hommes.